# Raoul de Neuville
 Raoul de Neuville, aussi Radulf de Vienne, (né  à Vienne en Rhône-Alpes, et mort le 26 mars 1221 à Arras), est un cardinal français  de l'Église catholique du XIIIe siècle, nommé par le pape Innocent III.

## Biographie
Raoul est archidiacre d'Arras. Le pape Innocent III le crée cardinal  lors du consistoire de 1202. Il est élu évêque d'Arras en 1203 et resigne le titre cardinalice.  Raoul ne participe pas à l'élection papale de 1216, lors de laquelle Honoré III est élu.